# Камерунска пискуна
Камерунската пискуна (Arthroleptis adelphus) е вид жаба от семейство Arthroleptidae. Видът не е застрашен от изчезване.

## Разпространение
Разпространен е в Габон, Екваториална Гвинея (Биоко) и Камерун.

## Описание
Популацията на вида е намаляваща.